# Eliminatórias da Copa do Mundo FIFA de 2022 – AFC (segunda fase)
Esta página apresenta os resultados das partidas da segunda fase das eliminatórias asiáticas (AFC) para a Copa do Mundo FIFA de 2022. Esta fase também serve como segunda fase para as eliminatórias para a Copa da Ásia de 2023.

## Formato
Todas as 40 seleções foram sorteadas em oito grupos com cinco seleções cada. Os seis vencedores da primeira fase competem nesta fase. Os oito vencedores e os quatro melhores segundo colocados de cada grupo avançam para a terceira fase.

## Sorteio
O sorteio para esta fase foi realizado em 17 de julho de 2019 na sede da AFC em Kuala Lumpur na Malásia. A divisão dos potes foi baseada no ranking da FIFA de junho de 2019 (mostrado entre parênteses).
| Pote 1 | Pote 2 | Pote 3 | Pote 4 | Pote 5 |
| --- | --- | --- | --- | --- |
| 1. Irã (20) 2. Japão (28) 3. Coreia do Sul (37) 4. Austrália (43) 5. Catar (55) 6. Emirados Árabes Unidos (67) 7. Arábia Saudita (69) 8. China (73) | 1. Iraque (77) 2. Uzbequistão (82) 3. Síria (85) 4. Omã (86) 5. Líbano (86) 6. Quirguistão (95) 7. Vietnã (96) 8. Jordânia (98) | 1. Palestina (100) 2. Índia (101) 3. Bahrein (110) 4. Tailândia (116) 5. Tadjiquistão (120) 6. Coreia do Norte (122) 7. Taipé Chinês (125) 8. Filipinas (126) | 1. Turcomenistão (135) 2. Myanmar (138) 3. Hong Kong (141) 4. Iêmen (144) 5. Afeganistão (149) 6. Maldivas (151) 7. Kuwait (156) 8. Malásia (159) | 1. Indonésia (160) 2. Singapura (162) 3. Nepal (165) 4. Camboja (169) 5. Bangladesh (183) 6. Mongólia (187) 7. Guam (190) 8. Sri Lanka (201) |

## Calendário
Em 5 de março de 2020, a FIFA anunciou que monitoraria a situação de saúde na região para possível reagendamento das rodadas 7 a 10 devido à pandemia de COVID-19. Mais tarde, em 9 de março, a FIFA e a AFC anunciaram em conjunto que os jogos das rodadas 7–10, que deveriam ocorrer em março e junho de 2020, foram adiados, com as novas datas a serem confirmadas. No entanto, sujeito à aprovação da FIFA e da AFC, e ao acordo de ambas as associações, as partidas podem ser disputadas conforme programado, desde que a segurança de todos os indivíduos envolvidos atenda aos padrões exigidos. Em 5 de junho, a AFC confirmou que as rodadas 7 e 8 foram marcadas para 8 e 13 de outubro, respectivamente, enquanto as rodada 9 e 10 foram marcadas para 12 e 17 de novembro. Em 12 de agosto de 2020, a AFC anunciou que os próximos jogos das eliminatórias para a Copa do Mundo e Copa da Ásia, originalmente programados para ocorrer em outubro e novembro de 2020, foram remarcados para 2021. Em 11 de novembro de 2020, o Comitê de Competições da AFC concordou em sua terceira reunião que todas as partidas restantes da segunda fase deveriam ser concluídas até 15 de junho de 2021 com as rodadas 7 e 8 em março de 2021 e as rodadas 9 e 10 em junho de 2021. Em 19 de fevereiro de 2021, a FIFA e a AFC adiaram a maioria das partidas para junho.
| Rodada          | Data(s)                                                     |
| --------------- | ----------------------------------------------------------- |
| Primeira rodada | 5 de setembro de 2019                                       |
| Segunda rodada  | 10 de setembro de 2019                                      |
| Terceira rodada | 10 de outubro de 2019                                       |
| Quarta rodada   | 15 de outubro de 2019                                       |
| Quinta rodada   | 14 de novembro de 2019                                      |
| Sexta rodada    | 19 de novembro de 2019                                      |
| Sétima rodada   | 25 de março, 28 de maio e 3 de junho 2021                   |
| Oitava rodada   | 4 de dezembro de 2020, 30 de março e 7 & 9 de junho de 2021 |
| Nona rodada     | 30 de março, 30 de maio and 11 de junho 2021                |
| Décima rodada   | 15 de junho 2021                                            |

### Sedes centralizadas
Em 12 de março de 2021, a AFC confirmou os anfitriões dos grupos marcada para 31 de maio a 15 de junho de 2021.
- Grupo A:  Emirados Árabes Unidos[13] (A China recebeu Guam em 28 de maio).
- Grupo B:  Kuwait
- Grupo C:  Bahrein
- Grupo D:  Arábia Saudita
- Grupo E:  Catar
- Grupo F:  Japão
- Grupo G:  Emirados Árabes Unidos
- Grupo H:  Coreia do Sul

## Grupos

### Grupo A
| Pos | Equipe    | Pts | J | V | E | D | GP | GC | SG  | Classificado                                          |  | SYR | CHN | PHI | MDV | GUM |
| --- | --------- | --- | - | - | - | - | -- | -- | --- | ----------------------------------------------------- |  | --- | --- | --- | --- | --- |
| 1   | Síria     | 21  | 8 | 7 | 0 | 1 | 22 | 7  | +15 | Terceira fase e a Copa da Ásia                        |  | —   | 2–1 | 1–0 | 2–1 | 4–0 |
| 2   | China     | 19  | 8 | 6 | 1 | 1 | 30 | 3  | +27 | Terceira fase e a Copa da Ásia                        |  | 3–1 | —   | 2–0 | 5–0 | 7–0 |
| 3   | Filipinas | 11  | 8 | 3 | 2 | 3 | 12 | 11 | +1  | Terceira rodada das eliminatórias para a Copa da Ásia |  | 2–5 | 0–0 | —   | 1–1 | 3–0 |
| 4   | Maldivas  | 7   | 8 | 2 | 1 | 5 | 7  | 20 | −13 | Terceira rodada das eliminatórias para a Copa da Ásia |  | 0–4 | 0–5 | 1–2 | —   | 3–1 |
| 5   | Guam      | 0   | 8 | 0 | 0 | 8 | 2  | 32 | −30 | Play-off das eliminatórias para a Copa da Ásia        |  | 0–3 | 0–7 | 1–4 | 0–1 | —   |

| 5 de setembro de 2019 | Guam | 0 – 1     | Maldivas     | Guam FA National Training Center, Dededo    |
| 15:30 (UTC+10)        |      | Relatório | Mahudhee 27' | Público: 714 Árbitro: UAE Yaqoub Al-Hammadi |

| 5 de setembro de 2019 | Filipinas               | 2 – 5     | Síria                                                                | Estádio Panaad, Bacolod                 |
| 19:30 (UTC+8)         | Patiño 6' · Mi. Ott 83' | Relatório | Al Somah 14', 55' · Mobayed 30' · Al-Khatib 48' (pen) · Al-Mawas 85' | Público: 2 645 Árbitro: JPN Jumpei Iida |

| 10 de setembro de 2019 | Guam            | 1 – 4     | Filipinas                                            | Guam FA National Training Center, Dededo |
| 15:30 (UTC+10)         | Lopez 67' (pen) | Relatório | Guirado 7' · Reichelt 12' · Schröck 71' · Strauß 82' | Público: 1 096 Árbitro: KOR Kim Woo-sung |

| 10 de setembro de 2019 | Maldivas | 0 – 5     | China                                                       | Estádio Nacional, Malé                        |
| 16:00 (UTC+5)          |          | Relatório | Wu Xi 33', 45' · Yang Xu 64' (pen) · Elkeson 64' (pen), 90' | Público: 3 700 Árbitro: KSA Turki Al-Khudhayr |

| 10 de outubro de 2019 | China                                                              | 7 – 0     | Guam | Tianhe Stadium, Cantão                |
| 20:00 (UTC+8)         | Yang Xu 6', 19', 24', 31' · Wu Lei 17' · Wu Xi 45+1' · Elkeson 75' | Relatório |      | Público: 39 987 Árbitro: LBN Ali Reda |

| 10 de outubro de 2019 | Síria             | 2 – 1     | Maldivas   | Estádio Rashid, Dubai (Emirados Árabes Unidos) |
| 18:00 (UTC+4)         | Al Somah 26', 60' | Relatório | Ashfaq 70' | Público: 5 500 Árbitro: MAS Nazmi Nasaruddin   |

| 15 de outubro de 2019 | Filipinas | 0 – 0     | China | Estádio Panaad, Bacolod                 |
| 20:00 (UTC+8)         |           | Relatório |       | Público: 2 982 Árbitro: UZB Aziz Asimov |

| 15 de outubro de 2019 | Síria                                  | 4 – 0     | Guam | Estádio Rashid, Dubai (Emirados Árabes Unidos) |
| 18:00 (UTC+4)         | Al Somah 3', 44', 83' · Al-Mawas 90+3' | Relatório |      | Público: 2 050 Árbitro: KGZ Dmitriy Mashentsev |

| 14 de novembro de 2019 | Maldivas        | 1 – 2     | Filipinas               | Estádio Nacional, Malé                   |
| 16:00 (UTC+5)          | N. Hassan 90+3' | Relatório | Ramsay 52' · Strauß 68' | Público: 2 700 Árbitro: JOR Ahmed Al-Ali |

| 14 de novembro de 2019 | Síria                                | 2 – 1     | China      | Estádio Rashid, Dubai (Emirados Árabes Unidos) |
| 18:00 (UTC+4)          | Omari 19' · Zhang Linpeng 76' (g.c.) | Relatório | Wu Lei 30' | Público: 6 902 Árbitro: KOR Kim Dae-yong       |

| 19 de novembro de 2019 | Maldivas                                       | 3 – 1     | Guam       | Estádio Nacional, Malé                   |
| 16:00 (UTC+5)          | Samooh 23' · Nicklaw 38' (g.c.) · Ashfaq 90+1' | Relatório | Matkin 49' | Público: 2 612 Árbitro: LBN Hussein Abou |

| 19 de novembro de 2019 | Síria         | 1 – 0     | Filipinas | Estádio Rashid, Dubai (Emirados Árabes Unidos) |
| 18:00 (UTC+4)          | Al Salama 23' | Relatório |           | Público: 2 445 Árbitro: IND Rowan Arumughan    |

| 30 de maio de 2021 | Guam | 0 – 7     | China                                                                             | Estádio Centro Esportivo Olímpico de Suzhou, Suzhou (China) |
| 19:30 (UTC+8)      |      | Relatório | Wu Lei 20' (pen), 55' · Jin Jingdao 39' · Wu Xi 61' · Elkeson 65' · Alan 83', 87' | Público: 29 222 Árbitro: THA Sivakorn Pu-udom               |

| 4 de junho de 2021 | Maldivas | 0 – 4     | Síria                                                   | Estádio Sharjah, Xarja (Emirados Árabes Unidos) |
| 20:00 (UTC+4)      |          | Relatório | Al-Mawas 29', 45+2' (pen), 71' (pen) · Aosman 33' (pen) | Público: 0 Árbitro: UAE Ammar Al-Jeneibi        |

| 7 de junho de 2021 | Guam | 0 – 3     | Síria                           | Estádio Sharjah, Xarja (Emirados Árabes Unidos) |
| 18:00 (UTC+4)      |      | Relatório | Mardikian 6', 9' · Al-Mawas 84' | Público: 0 Árbitro: KSA Khalid Al-Turais        |

| 7 de junho de 2021 | China                             | 2 – 0     | Filipinas | Estádio Sharjah, Xarja (Emirados Árabes Unidos) |
| 21:00 (UTC+4)      | Wu Lei 56' (pen) · Wu Xinghan 65' | Relatório |           | Público: 0 Árbitro: KOR Kim Hee-gon             |

| 11 de junho de 2021 | Filipinas                                     | 3 – 0     | Guam | Estádio Sharjah, Xarja (Emirados Árabes Unidos) |
| 18:00 (UTC+4)       | Guirado 12' · Lopez 60' (g.c.) · Hartmann 88' | Relatório |      | Público: 0 Árbitro: UAE Ammar Al-Jeneibi        |

| 11 de junho de 2021 | China                                                                   | 5 – 0     | Maldivas | Estádio Sharjah, Xarja (Emirados Árabes Unidos) |
| 21:00 (UTC+4)       | Liu Binbin 5' · Wu Lei 30' · Alan 68' · Zhang Yuning 69' · Tan Long 79' | Relatório |          | Público: 0 Árbitro: KUW Ahmad Al-Ali            |

| 15 de junho de 2021 | Filipinas   | 1 – 1     | Maldivas  | Estádio Sharjah, Xarja (Emirados Árabes Unidos) |
| 19:00 (UTC+4)       | Guirado 19' | Relatório | Fasir 25' | Público: 0 Árbitro: THA Sivakorn Pu-udom        |

| 15 de junho de 2021 | China                                                   | 3 – 1     | Síria | Estádio Sharjah, Xarja (Emirados Árabes Unidos) |
| 22:00 (UTC+4)       | Zhang Xizhe 43' · Wu Lei 69' (pen) · Zhang Yuning 90+3' | Relatório |       | Público: 0 Árbitro: SIN Muhammad Taqi           |

### Grupo B
| Pos | Equipe       | Pts | J | V | E | D | GP | GC | SG  | Classificado                                          |  | AUS | KUW | JOR | NEP | TPE |
| --- | ------------ | --- | - | - | - | - | -- | -- | --- | ----------------------------------------------------- |  | --- | --- | --- | --- | --- |
| 1   | Austrália    | 24  | 8 | 8 | 0 | 0 | 28 | 2  | +26 | Terceira fase e a Copa da Ásia                        |  | —   | 3–0 | 1–0 | 5–0 | 5–1 |
| 2   | Kuwait       | 14  | 8 | 4 | 2 | 2 | 19 | 7  | +12 | Terceira rodada das eliminatórias para a Copa da Ásia |  | 0–3 | —   | 0–0 | 7–0 | 9–0 |
| 3   | Jordânia     | 14  | 8 | 4 | 2 | 2 | 13 | 3  | +10 | Terceira rodada das eliminatórias para a Copa da Ásia |  | 0–1 | 0–0 | —   | 3–0 | 5–0 |
| 4   | Nepal        | 6   | 8 | 2 | 0 | 6 | 4  | 22 | −18 | Terceira rodada das eliminatórias para a Copa da Ásia |  | 0–3 | 0–1 | 0–3 | —   | 2–0 |
| 5   | Taipé Chinês | 0   | 8 | 0 | 0 | 8 | 4  | 34 | −30 | Play-off das eliminatórias para a Copa da Ásia        |  | 1–7 | 1–2 | 1–2 | 0–2 | —   |

| 5 de setembro de 2019 | Taipé Chinês     | 1 – 2     | Jordânia               | Estádio Municipal de Taipé, Taipé        |
| 19:10 (UTC+8)         | Wen Chih-hao 81' | Relatório | Faisal 19' · Samir 37' | Público: 5 520 Árbitro: JPN Yusuke Araki |

| 5 de setembro de 2019 | Kuwait                                                                                         | 7 – 0     | Nepal | Estádio Al Kuwait Sports Club, Cidade do Kuwait |
| 20:00 (UTC+3)         | Nasser 6', 50' · Al Hajeri 13' · Mawi 59' · Al-Mutawa 67' · Abujabarah 90+4' · Al-Musawi 90+7' | Relatório |       | Público: 7 500 Árbitro: KOR Kim Dae-yong        |

| 10 de setembro de 2018 | Taipé Chinês | 0 – 2     | Nepal         | Estádio Municipal de Taipé, Taipé             |
| 19:10 (UTC+8)          |              | Relatório | Bista 4', 62' | Público: 4 780 Árbitro: OMA Yaqoob Abdul Baki |

| 10 de setembro de 2019 | Kuwait | 0 – 3     | Austrália                 | Estádio Al Kuwait Sports Club, Cidade do Kuwait |
| 18:30 (UTC+3)          |        | Relatório | Leckie 7', 30' · Mooy 38' | Público: 11 852 Árbitro: SIN Muhammad Taqi      |

| 10 de outubro de 2019 | Austrália                                                  | 5 – 0     | Nepal | Canberra Stadium, Camberra                |
| 19:30 (UTC+11)        | Maclaren 6', 19', 90' · Souttar 23' · Rajbanshi 59' (g.c.) | Relatório |       | Público: 18 563 Árbitro: IDN Thoriq Munir |

| 10 de outubro de 2019 | Jordânia | 0 – 0     | Kuwait | Estádio Internacional de Amã, Amã       |
| 19:00 (UTC+3)         |          | Relatório |        | Público: 10 720 Árbitro: JPN Ryuji Sato |

| 15 de outubro de 2019 | Taipé Chinês    | 1 – 7     | Austrália                                                            | Estádio Nacional, Kaohsiung                     |
| 19:40 (UTC+8)         | Chen Yi-wei 21' | Relatório | Taggart 12', 19' · Irvine 34', 37' · Souttar 73', 89' · Maclaren 84' | Público: 3 251 Árbitro: THA Mongkolchai Pechsri |

| 15 de outubro de 2019 | Jordânia                                     | 3 – 0     | Nepal | Estádio Internacional de Amã, Amã             |
| 19:00 (UTC+3)         | Shelbaieh 56' (pen) · Ersan 78' · Faisal 88' | Relatório |       | Público: 4 863 Árbitro: TJK Sadullo Gulmurodi |

| 14 de novembro de 2019 | Jordânia | 0 – 1     | Austrália   | Estádio Rei Abdullah II, Amã        |
| 18:00 (UTC+2)          |          | Relatório | Taggart 13' | Público: 9 712 Árbitro: CHN Fu Ming |

| 14 de novembro de 2019 | Kuwait | 9 – 0     | Taipé Chinês | Estádio Al Kuwait Sports Club, Cidade do Kuwait      |
| 19:00 (UTC+3)          | Nasser 22', 59' · Al Ansari 42' · Al-Faneeni 49' · Al-Mutawa 55' · Zayid 62' · Al-Khaldi 73' · Chen Wei-chuan 77' (g.c.) · Al-Azemi 81' | Relatório |              | Público: 7 500 Árbitro: MAS Mohd Amirul Izwan Yaacob |

| 19 de novembro de 2019 | Nepal | 0 – 1     | Kuwait        | Estádio Changlimithang, Thimbu (Butão)      |
| 15:00 (UTC+6)          |       | Relatório | Al-Mutawa 28' | Público: 2 000 Árbitro: OMA Omar Al-Yaqoubi |

| 19 de novembro de 2019 | Jordânia                                                    | 5 – 0     | Taipé Chinês | Estádio Rei Abdullah II, Amã                                |
| 18:00 (UTC+2)          | Faisal 4', 75' · Ersan 25' · Al-Ajalin 43' · Al-Dardour 62' | Relatório |              | Público: 2 260 Árbitro: UAE Mohammed Abdulla Hassan Mohamed |

| 3 de junho de 2021 | Nepal                                | 2 – 0     | Taipé Chinês | Estádio Internacional Jaber Al-Ahmad, Cidade do Kuwait, (Kuwait) |
| 19:00 (UTC+3)      | An. Bista 3' (pen) · N. Shrestha 81' | Relatório |              | Público: 0 Árbitro: KOR Kim Woo-sung                             |

| 3 de junho de 2021 | Austrália                            | 3 – 0     | Kuwait | Estádio Internacional Jaber Al-Ahmad, Cidade do Kuwait (Kuwait) |
| 22:00 (UTC+3)      | Leckie 1' · Irvine 24' · Hrustic 66' | Relatório |        | Público: 0 Árbitro: JPN Jumpei Iida                             |

| 7 de junho de 2021 | Nepal | 0 – 3     | Jordânia                            | Estádio Internacional Jaber Al-Ahmad, Cidade do Kuwait, (Kuwait) |
| 19:00 (UTC+3)      |       | Relatório | Faisal 23' (pen), 48' · Al-Arab 67' | Público: 0 Árbitro: MAS Mohd Amirul Izwan Yaacob                 |

| 7 de junho de 2021 | Austrália                                                        | 5 – 1     | Taipé Chinês    | Estádio Internacional Jaber Al-Ahmad, Cidade do Kuwait (Kuwait) |
| 22:00 (UTC+3)      | Souttar 12' · Maclaren 27' (pen) · Sainsbury 41' · Duke 46', 84' | Relatório | Gao Wei-jie 62' | Público: 0 Árbitro: QAT Saoud Al-Adba                           |

| 11 de junho de 2021 | Nepal | 0 – 3     | Austrália                           | Estádio Internacional Jaber Al-Ahmad, Cidade do Kuwait, (Kuwait) |
| 19:00 (UTC+3)       |       | Relatório | Leckie 6' · Karacic 38' · Boyle 57' | Público: 0 Árbitro: OMA Ahmed Al-Kaf                             |

| 11 de junho de 2021 | Kuwait | 0 – 0     | Jordânia | Estádio Internacional Jaber Al-Ahmad, Cidade do Kuwait |
| 22:00 (UTC+3)       |        | Relatório |          | Público: 0 Árbitro: BHR Nawaf Shukralla                |

| 15 de junho de 2021 | Austrália   | 1 – 0     | Jordânia | Estádio Internacional Jaber Al-Ahmad, Cidade do Kuwait, (Kuwait) |
| 19:00 (UTC+3)       | Souttar 77' | Relatório |          | Público: 0 Árbitro: KOR Kim Woo-sung                             |

| 15 de junho de 2021 | Taipé Chinês      | 1 – 2     | Kuwait          | Estádio Internacional Jaber Al-Ahmad, Cidade do Kuwait (Kuwait) |
| 22:00 (UTC+3)       | Wu Chun-ching 51' | Relatório | Nasser 14', 71' | Público: 0 Árbitro: OMA Ahmed Al-Kaf                            |

### Grupo C
| Pos | Equipe    | Pts | J | V | E | D | GP | GC | SG  | Classificado                                          |  | IRN  | IRQ | BHR | HKG | CAM  |
| --- | --------- | --- | - | - | - | - | -- | -- | --- | ----------------------------------------------------- |  | ---- | --- | --- | --- | ---- |
| 1   | Irã       | 18  | 8 | 6 | 0 | 2 | 34 | 4  | +30 | Terceira fase e a Copa da Ásia                        |  | —    | 1–0 | 3–0 | 3–1 | 14–0 |
| 2   | Iraque    | 17  | 8 | 5 | 2 | 1 | 14 | 4  | +10 | Terceira fase e a Copa da Ásia                        |  | 2–1  | —   | 0–0 | 2–0 | 4–1  |
| 3   | Bahrein   | 15  | 8 | 4 | 3 | 1 | 15 | 4  | +11 | Terceira rodada das eliminatórias para a Copa da Ásia |  | 1–0  | 1–1 | —   | 4–0 | 8–0  |
| 4   | Hong Kong | 5   | 8 | 1 | 2 | 5 | 4  | 13 | −9  | Terceira rodada das eliminatórias para a Copa da Ásia |  | 0–2  | 0–1 | 0–0 | —   | 2–0  |
| 5   | Camboja   | 1   | 8 | 0 | 1 | 7 | 2  | 44 | −42 | Play-off das eliminatórias para a Copa da Ásia        |  | 0–10 | 0–4 | 0–1 | 1–1 | —    |

| 5 de setembro de 2019 | Camboja | 1 – 1     | Hong Kong        | Estádio Olímpico, Phnom Penh                 |
| 18:30 (UTC+7)         | Keo 33' | Relatório | Tan Chun Lok 16' | Público: 45 500 Árbitro: UZB Ilgiz Tantashev |

| 5 de setembro de 2019 | Bahrein     | 1 – 1     | Iraque     | Estádio Nacional, Rifa                      |
| 19:30 (UTC+3)         | Al Aswad 9' | Relatório | M. Ali 85' | Público: 6 049 Árbitro: OMA Omar Al-Yaqoubi |

| 10 de setembro de 2019 | Camboja | 0 – 1     | Bahrein      | Estádio Olímpico, Phnom Penh              |
| 18:30 (UTC+7)          |         | Relatório | Al Aswad 78' | Público: 45 000 Árbitro: SRI Nivon Gamini |

| 10 de setembro de 2019 | Hong Kong | 0 – 2     | Irã                         | Estádio Hong Kong, Hong Kong                |
| 20:00 (UTC+8)          |           | Relatório | Azmoun 23' · Ansarifard 54' | Público: 13 942 Árbitro: JPN Yudai Yamamoto |

| 10 de outubro de 2019 | Irã | 14 – 0    | Camboja | Estádio Azadi, Teerã                          |
| 17:00 (UTC+3:30)      | Nourollahi 5' · Azmoun 11', 35', 44' · Kanaanizadegan 18' · Taremi 22', 54' · Ansarifard 40', 48', 60', 88' · Mohebi 65', 67' · Mohammadi 85' | Relatório |         | Público: 15 823 Árbitro: IND Pranjal Banerjee |

| 10 de outubro de 2019 | Iraque                       | 2 – 0     | Hong Kong | Estádio Cidade Esportiva, Baçorá              |
| 19:00 (UTC+3)         | M. Ali 37' · Adnan 79' (pen) | Relatório |           | Público: 32 340 Árbitro: UAE Ammar Al-Jeneibi |

| 15 de outubro de 2019 | Camboja | 0 – 4     | Iraque                                             | Estádio Olímpico, Phnom Penh                   |
| 18:30 (UTC+7)         |         | Relatório | Bayesh 22' · M. Ali 41' · Attwan 57' · Ibrahim 62' | Público: 48 258 Árbitro: PHI Clifford Daypuyat |

| 15 de outubro de 2019 | Bahrein             | 1 – 0     | Irã | Estádio Nacional, Rifa                          |
| 19:30 (UTC+3)         | Al-Hardan 65' (pen) | Relatório |     | Público: 14 810 Árbitro: UZB Valentin Kovalenko |

| 14 de novembro de 2019 | Hong Kong | 0 – 0     | Bahrein | Estádio Hong Kong, Hong Kong             |
| 20:00 (UTC+8)          |           | Relatório |         | Público: 4 541 Árbitro: KOR Kim Dong-jin |

| 14 de novembro de 2019 | Iraque                   | 2 – 1     | Irã            | Estádio Internacional de Amã, Amã (Jordânia)        |
| 16:00 (UTC+2)          | M. Ali 11' · Abbas 90+2' | Relatório | Nourollahi 25' | Público: 13 752 Árbitro: SRI Hettikamkanamge Perera |

| 19 de novembro de 2019 | Hong Kong            | 2 – 0     | Camboja | Estádio Hong Kong, Hong Kong           |
| 20:00 (UTC+8)          | Ha 20' · Roberto 83' | Relatório |         | Público: 6 497 Árbitro: KUW Ali Shaban |

| 19 de novembro de 2019 | Iraque | 0 – 0     | Bahrein | Estádio Internacional de Amã, Amã (Jordânia) |
| 16:00 (UTC+2)          |        | Relatório |         | Público: 10 366 Árbitro: SIN Muhammad Taqi   |

| 3 de junho de 2021 | Irã                                         | 3 – 1     | Hong Kong          | Estádio Al Muharraq, Arad (Bahrein)     |
| 17:30 (UTC+3)      | Gholizadeh 23' · Amiri 61' · Ansarifard 84' | Relatório | Cheng Siu Kwan 85' | Público: 0 Árbitro: JOR Adham Makhadmeh |

| 3 de junho de 2021 | Bahrein                                                                                      | 8 – 0     | Camboja | Estádio Nacional, Rifa                  |
| 19:30 (UTC+3)      | Al Aswad 8', 71' · Al-Romaihi 45+2' · Madan 46', 65' · Al-Shaikh 51' · Abdullatif 75', 90+2' | Relatório |         | Público: 0 Árbitro: JPN Hiroyuki Kimura |

| 7 de junho de 2021 | Iraque                                                | 4 – 1     | Camboja   | Estádio Al Muharraq, Arad (Bahrein)       |
| 17:30 (UTC+3)      | M. Ali 1' · Resan 23' · Kadhim 27' (pen) · Hadi 90+3' | Relatório | Visal 54' | Público: 0 Árbitro: OMA Yaqoob Abdul Baki |

| 7 de junho de 2021 | Irã                          | 3 – 0     | Bahrein | Estádio Nacional, Rifa (Bahrein) |
| 19:30 (UTC+3)      | Azmoun 54', 61' · Taremi 79' | Relatório |         | Público: 0 Árbitro: CHN Fu Ming  |

| 11 de junho de 2021 | Camboja | 0 – 10    | Irã | Estádio Nacional, Rifa (Bahrein)       |
| 17:30 (UTC+3)       |         | Relatório | Jahanbakhsh 16' (pen) · Khalilzadeh 22' · Taremi 27' · Rotana 32' (g.c.) · Mohammadi 58' · Pouraliganji 63' · Ansarifard 77' (pen) · Rezaei 80', 86' · Ghayedi 84' | Público: 0 Árbitro: KOR Kim Jong-hyeok |

| 11 de junho de 2021 | Hong Kong | 0 – 1     | Iraque    | Estádio Al Muharraq, Arad (Bahrein)     |
| 19:30 (UTC+3)       |           | Relatório | Qasim 13' | Público: 0 Árbitro: JPN Hiroyuki Kimura |

| 15 de junho de 2021 | Irã        | 1 – 0     | Iraque | Estádio Al Muharraq, Arad (Bahrein)     |
| 19:30 (UTC+3)       | Azmoun 35' | Relatório |        | Público: 0 Árbitro: UZB Ilgiz Tantashev |

| 15 de junho de 2021 | Bahrein                                               | 4 – 0     | Hong Kong | Estádio Nacional, Rifa                    |
| 19:30 (UTC+3)       | Saeed 49' · Isa 54' (pen), 70' · Abdullatif 90' (pen) | Relatório |           | Público: 0 Árbitro: OMA Yaqoob Abdul Baki |

### Grupo D
| Pos | Equipe         | Pts | J | V | E | D | GP | GC | SG  | Classificado                                          |  | KSA | UZB | PLE | SIN | YEM |
| --- | -------------- | --- | - | - | - | - | -- | -- | --- | ----------------------------------------------------- |  | --- | --- | --- | --- | --- |
| 1   | Arábia Saudita | 20  | 8 | 6 | 2 | 0 | 22 | 4  | +18 | Terceira fase e a Copa da Ásia                        |  | —   | 3–0 | 5–0 | 3–0 | 3–0 |
| 2   | Uzbequistão    | 15  | 8 | 5 | 0 | 3 | 18 | 9  | +9  | Terceira rodada das eliminatórias para a Copa da Ásia |  | 2–3 | —   | 2–0 | 5–0 | 5–0 |
| 3   | Palestina      | 10  | 8 | 3 | 1 | 4 | 10 | 10 | 0   | Terceira rodada das eliminatórias para a Copa da Ásia |  | 0–0 | 2–0 | —   | 4–0 | 3–0 |
| 4   | Singapura      | 7   | 8 | 2 | 1 | 5 | 7  | 22 | −15 | Terceira rodada das eliminatórias para a Copa da Ásia |  | 0–3 | 1–3 | 2–1 | —   | 2–2 |
| 5   | Iêmen          | 5   | 8 | 1 | 2 | 5 | 6  | 18 | −12 | Terceira rodada das eliminatórias para a Copa da Ásia |  | 2–2 | 0–1 | 1–0 | 1–2 | —   |

| 5 de setembro de 2019 | Singapura              | 2 – 2     | Iêmen                      | Estádio Nacional, Singapura             |
| 19:45 (UTC+8)         | Ikhsan 27' · Faris 52' | Relatório | Al-Matari 34' · Qerawi 45' | Público: 7 018 Árbitro: AUS Shaun Evans |

| 5 de setembro de 2019 | Palestina                | 2 – 0     | Uzbequistão | Estádio Internacional Faisal Al-Husseini, Al-Ram |
| 17:00 (UTC+3)         | Dabbagh 60' · Batran 85' | Relatório |             | Público: 6 740 Árbitro: CHN Fu Ming              |

| 10 de setembro de 2019 | Singapura               | 2 – 1     | Palestina | Estádio Jalan Besar, Singapura           |
| 19:45 (UTC+8)          | Shakir 3' · Safuwan 38' | Relatório | Hamed 13' | Público: 6 011 Árbitro: TPE Yu Ming-hsun |

| 10 de setembro de 2019 | Iêmen                   | 2 – 2     | Arábia Saudita               | Estádio Nacional, Rifa (Bahrein)             |
| 19:00 (UTC+3)          | Qerawi 8' · Al-Dahi 37' | Relatório | Bahebri 23' · Al-Dawsari 48' | Público: 3 100 Árbitro: THA Sivakorn Pu-udom |

| 10 de outubro de 2019 | Uzbequistão                                                                       | 5 – 0     | Iêmen | Estádio Pakhtakor Markaziy, Tashkent      |
| 17:00 (UTC+5)         | Kodirkulov 3' · Shomurodov 33' · Iskanderov 53' · Tukhtakhujaev 72' · Sergeev 90' | Relatório |       | Público: 28 571 Árbitro: SYR Hanna Hattab |

| 10 de outubro de 2019 | Arábia Saudita                 | 3 – 0     | Singapura | Estádio Cidade Esportiva Rei Abdullah, Buraida |
| 20:00 (UTC+3)         | Asiri 28', 67' · Al-Hamdan 61' | Relatório |           | Público: 14 560 Árbitro: KOR Kim Hee-gon       |

| 15 de outubro de 2019 | Singapura    | 1 – 3     | Uzbequistão                          | Estádio Nacional, Singapura              |
| 19:45 (UTC+8)         | Ikhsan 45+1' | Relatório | Akhmedov 15' · Shomurodov 51', 90+2' | Público: 12 547 Árbitro: CHN Shen Yinhao |

| 15 de outubro de 2019 | Palestina | 0 – 0     | Arábia Saudita | Estádio Internacional Faisal Al-Husseini, Al-Ram |
| 16:00 (UTC+3)         |           | Relatório |                | Público: 12 000 Árbitro: OMA Ahmed Al-Kaf        |

| 14 de novembro de 2019 | Uzbequistão                         | 2 – 3     | Arábia Saudita                           | Estádio Pakhtakor Markaziy, Tashkent    |
| 17:00 (UTC+5)          | Shomurodov 16' · Shukurov 56' (pen) | Relatório | Al-Faraj 23' (pen), 85' · Al-Dawsari 89' | Público: 31 524 Árbitro: JPN Ryuji Sato |

| 14 de novembro de 2019 | Iêmen       | 1 – 0     | Palestina | Estádio Cheikh Ali bin Mohamad, Muharraq (Bahrein) |
| 18:00 (UTC+3)          | Al-Dahi 54' | Relatório |           | Público: 530 Árbitro: JOR Adham Makhadmeh          |

| 19 de novembro de 2019 | Uzbequistão         | 2 – 0     | Palestina | Estádio Pakhtakor Markaziy, Tashkent         |
| 17:00 (UTC+5)          | Shomurodov 18', 58' | Relatório |           | Público: 19 143 Árbitro: BHR Nawaf Shukralla |

| 19 de novembro de 2019 | Iêmen           | 1 – 2     | Singapura              | Estádio Cheikh Ali bin Mohamad, Muharraq (Bahrein) |
| 18:00 (UTC+3)          | Al-Gahwashi 85' | Relatório | Ikhsan 19' · Hafiz 52' | Público: 650 Árbitro: JPN Minoru Tōjō              |

| 30 de março de 2021 | Arábia Saudita                                                                | 5 – 0     | Palestina | Estádio Universitário Rei Saud, Riade |
| 20:30 (UTC+3)       | Al-Shahrani 37' · Al-Muwallad 43' · Al-Shehri 52', 58' · Al-Dawsari 88' (pen) | Relatório |           | Público: 0 Árbitro: IRQ Mohanad Qasim |

| 3 de junho de 2021 | Palestina                                            | 4 – 0     | Singapura | Estádio Internacional Rei Fahd, Riade (Arábia Saudita)    |
| 21:00 (UTC+3)      | Seyam 19' (pen), 30' (pen) · Dabbagh 23' · Hamed 85' | Relatório |           | Público: 294 Árbitro: UAE Mohammed Abdulla Hassan Mohamed |

| 5 de junho de 2021 | Arábia Saudita                       | 3 – 0     | Iêmen | Estádio Universitário Rei Saud, Riade    |
| 21:00 (UTC+3)      | Al-Dawsari 4' · Al-Muwallad 17', 32' | Relatório |       | Público: 4 382 Árbitro: SRI Nivon Gamini |

| 7 de junho de 2021 | Uzbequistão                                                            | 5 – 0     | Singapura | Estádio Internacional Rei Fahd, Riade (Arábia Saudita) |
| 21:00 (UTC+3)      | Masharipov 6', 34' · Shomurodov 45+1' · Ahmedov 50' · Fandi 88' (g.c.) | Relatório |           | Público: 75 Árbitro: BHR Ali Abdulnabi                 |

| 11 de junho de 2021 | Iêmen | 0 – 1     | Uzbequistão          | Estádio Internacional Rei Fahd, Riade (Arábia Saudita)    |
| 21:00 (UTC+3)       |       | Relatório | Masharipov 19' (pen) | Público: 230 Árbitro: UAE Mohammed Abdulla Hassan Mohamed |

| 11 de junho de 2021 | Singapura | 0 – 3     | Arábia Saudita                                     | Estádio Universitário Rei Saud, Riade (Arábia Saudita) |
| 21:00 (UTC+3)       |           | Relatório | Al-Dawsari 84' · Al-Muwallad 86' · Al-Shehri 90+6' | Público: 4 879 Árbitro: IRQ Mohanad Qasim              |

| 15 de junho de 2021 | Arábia Saudita                    | 3 – 0     | Uzbequistão | Estádio Universitário Rei Saud, Riade    |
| 21:00 (UTC+3)       | Al-Faraj 25', 33' · Al-Hassan 52' | Relatório |             | Público: 6 339 Árbitro: KOR Ko Hyung-jin |

| 15 de junho de 2021 | Palestina                      | 3 – 0     | Iêmen | Estádio Internacional Rei Fahd, Riade (Arábia Saudita) |
| 21:00 (UTC+3)       | Dabbagh 43', 84' · Hamed 45+3' | Relatório |       | Público: 430 Árbitro: SYR Masoud Tufayelieh            |

### Grupo E
| Pos | Equipe      | Pts | J | V | E | D | GP | GC | SG  | Classificado                                          |  | QAT | OMA | IND | AFG | BAN |
| --- | ----------- | --- | - | - | - | - | -- | -- | --- | ----------------------------------------------------- |  | --- | --- | --- | --- | --- |
| 1   | Catar       | 22  | 8 | 7 | 1 | 0 | 18 | 1  | +17 | Copa da Ásia                                          |  | —   | 2–1 | 0–0 | 6–0 | 5–0 |
| 2   | Omã         | 18  | 8 | 6 | 0 | 2 | 16 | 6  | +10 | Terceira fase e a Copa da Ásia                        |  | 0–1 | —   | 1–0 | 3–0 | 4–1 |
| 3   | Índia       | 7   | 8 | 1 | 4 | 3 | 6  | 7  | −1  | Terceira rodada das eliminatórias para a Copa da Ásia |  | 0–1 | 1–2 | —   | 1–1 | 1–1 |
| 4   | Afeganistão | 6   | 8 | 1 | 3 | 4 | 5  | 15 | −10 | Terceira rodada das eliminatórias para a Copa da Ásia |  | 0–1 | 1–2 | 1–1 | —   | 1–0 |
| 5   | Bangladesh  | 2   | 8 | 0 | 2 | 6 | 3  | 19 | −16 | Terceira rodada das eliminatórias para a Copa da Ásia |  | 0–2 | 0–3 | 0–2 | 1–1 | —   |

1. ↑  O Catar já se classificou para a Copa do Mundo como país-sede.

| 5 de setembro de 2019 | Índia       | 1 – 2     | Omã               | Estádio de Atletismo Indira Gandhi, Guwahati   |
| 19:30 (UTC+5:30)      | Chhetri 24' | Relatório | Al-Alawi 82', 90' | Público: 22 798 Árbitro: IRN Mooud Bonyadifard |

| 5 de setembro de 2019 | Catar                                                       | 6 – 0     | Afeganistão | Estádio Jassim Bin Hamad, Doha           |
| 19:30 (UTC+3)         | Ali 4', 10', 51' · Al-Haydos 13' · Hassan 34' · Khoukhi 67' | Relatório |             | Público: 10 950 Árbitro: UZB Aziz Asimov |

| 10 de setembro de 2019 | Afeganistão | 1 – 0     | Bangladesh | Estádio Pamir, Duchambé (Tajiquistão) |
| 19:00 (UTC+5)          | Noor 27'    | Relatório |            | Público: 5 000 Árbitro: CHN Zhang Lei |

| 10 de setembro de 2019 | Catar | 0 – 0     | Índia | Estádio Jassim Bin Hamad, Doha                |
| 19:30 (UTC+3)          |       | Relatório |       | Público: 12 020 Árbitro: MAS Nazmi Nasaruddin |

| 10 de outubro de 2019 | Bangladesh | 0 – 2     | Catar                         | Estádio Nacional, Daca                     |
| 19:00 (UTC+6)         |            | Relatório | Abdurisag 28' · Boudiaf 90+2' | Público: 24 570 Árbitro: IRN Bijan Heidari |

| 10 de outubro de 2019 | Omã                                         | 3 – 0     | Afeganistão | Estádio Al-Seeb, Seebe                    |
| 19:00 (UTC+4)         | Al-Muqbali 27', 38' · Al-Ghassani 61' (pen) | Relatório |             | Público: 10 100 Árbitro: JOR Ahmed Al-Ali |

| 15 de outubro de 2019 | Índia    | 1 – 1     | Bangladesh | Estádio Salt Lake, Calcutá                     |
| 19:30 (UTC+5:30)      | Khan 88' | Relatório | Uddin 42'  | Público: 61 486 Árbitro: SYR Masoud Tufayelieh |

| 15 de outubro de 2019 | Catar                 | 2 – 1     | Omã             | Estádio Al Janoub, Al-Wakrah         |
| 19:30 (UTC+3)         | Ak. Afif 2' · Ali 71' | Relatório | R. Al-Alawi 63' | Público: 26 731 Árbitro: CHN Fu Ming |

| 14 de novembro de 2019 | Afeganistão  | 1 – 1     | Índia         | Estádio Pamir, Duchambé (Tajiquistão)    |
| 19:00 (UTC+5)          | Nazary 45+1' | Relatório | Doungel 90+3' | Público: 8 100 Árbitro: TPE Yu Ming-hsun |

| 14 de novembro de 2019 | Omã                                                               | 4 – 1     | Bangladesh | Compleixo Esportivo do Sultan Qaboos, Mascate |
| 19:00 (UTC+4)          | Al-Khaldi 48' · R. Al-Alawi 68' · A. Al-Alawi 78' · Al-Hidi 90+1' | Relatório | Ahmed 81'  | Público: 24 000 Árbitro: SYR Hanna Hattab     |

| 19 de novembro de 2019 | Afeganistão | 0 – 1     | Catar          | Estádio Pamir, Duchambé (Tajiquistão)       |
| 19:00 (UTC+5)          |             | Relatório | Afif 76' (pen) | Público: 6 000 Árbitro: KGZ Timur Faizullin |

| 19 de novembro de 2019 | Omã             | 1 – 0     | Índia | Compleixo Esportivo do Sultan Qaboos, Mascate |
| 19:00 (UTC+4)          | Al-Ghassani 33' | Relatório |       | Público: 24 250 Árbitro: SRI Nivon Gamini     |

| 4 de dezembro de 2020 | Catar                                      | 5 – 0     | Bangladesh | Estádio Jassim Bin Hamad, Doha                       |
| 19:00 (UTC+3)         | Hatem 9' · Afif 33', 90+2' · Ali 72' (pen) | Relatório |            | Público: 1 044 Árbitro: MAS Mohd Amirul Izwan Yaacob |

| 3 de junho de 2021 | Bangladesh | 1 – 1     | Afeganistão | Estádio Jassim Bin Hamad, Doha (Catar)      |
| 17:00 (UTC+3)      | Barman 83' | Relatório | Sharifi 47' | Público: 300 Árbitro: IRN Mooud Bonyadifard |

| 3 de junho de 2021 | Índia | 0 – 1     | Catar     | Estádio Jassim Bin Hamad, Doha (Catar) |
| 20:00 (UTC+3)      |       | Relatório | Hatem 33' | Público: 2 022 Árbitro: CHN Ma Ning    |

| 7 de junho de 2021 | Bangladesh | 0 – 2     | Índia              | Estádio Jassim Bin Hamad, Doha (Catar) |
| 17:00 (UTC+3)      |            | Relatório | Chhetri 79', 90+2' | Público: 495 Árbitro: IRQ Zaid Thamer  |

| 7 de junho de 2021 | Omã | 0 – 1     | Catar               | Estádio Jassim Bin Hamad, Doha (Catar)             |
| 20:10 (UTC+3)      |     | Relatório | Al-Haydos 39' (pen) | Público: 1 559 Árbitro: SRI Hettikamkanamge Perera |

| 11 de junho de 2021 | Afeganistão  | 1 – 2     | Omã            | Estádio Jassim Bin Hamad, Doha (Catar) |
| 20:00 (UTC+3)       | Popalzay 23' | Relatório | Fawaz 13', 51' | Público: 183 Árbitro: CHN Ma Ning      |

| 15 de junho de 2021 | Índia            | 1 – 1     | Afeganistão | Estádio Jassim Bin Hamad, Doha (Catar) |
| 17:00 (UTC+3)       | Azizi 75' (g.c.) | Relatório | Zamani 81'  | Público: 603 Árbitro: LBN Ali Reda     |

| 15 de junho de 2021 | Bangladesh | 0 – 3     | Omã                               | Estádio Jassim Bin Hamad, Doha (Catar) |
| 20:10 (UTC+3)       |            | Relatório | Al-Ghafri 22' · Al-Hajri 60', 80' | Público: 885 Árbitro: KUW Ali Shaban   |

### Grupo F
| Pos | Equipe       | Pts | J | V | E | D | GP | GC | SG  | Classificado                                                    |  | JPN  | TJK | KGZ | MNG | MYA  |
| --- | ------------ | --- | - | - | - | - | -- | -- | --- | --------------------------------------------------------------- |  | ---- | --- | --- | --- | ---- |
| 1   | Japão        | 24  | 8 | 8 | 0 | 0 | 46 | 2  | +44 | Classificação à terceira fase e a Copa da Ásia                  |  | —    | 4–1 | 5–1 | 6–0 | 10–0 |
| 2   | Tadjiquistão | 13  | 8 | 4 | 1 | 3 | 14 | 12 | +2  | Classificação à 3ª rodada das eliminatórias para a Copa da Ásia |  | 0–3  | —   | 1–0 | 3–0 | 4–0  |
| 3   | Quirguistão  | 10  | 8 | 3 | 1 | 4 | 19 | 12 | +7  | Classificação à 3ª rodada das eliminatórias para a Copa da Ásia |  | 0–2  | 1–1 | —   | 0–1 | 7–0  |
| 4   | Mongólia     | 6   | 8 | 2 | 0 | 6 | 3  | 27 | −24 | Classificação à 3ª rodada das eliminatórias para a Copa da Ásia |  | 0–14 | 0–1 | 1–2 | —   | 1–0  |
| 5   | Myanmar      | 6   | 8 | 2 | 0 | 6 | 6  | 35 | −29 | Classificação à 3ª rodada das eliminatórias para a Copa da Ásia |  | 0–2  | 4–3 | 1–8 | 1–0 | —    |

| 5 de setembro de 2019 | Mongólia   | 1 – 0     | Myanmar | MFF Football Centre, Ulã Bator              |
| 17:00 (UTC+8)         | Amaraa 17' | Relatório |         | Público: 3 221 Árbitro: IND Rowan Arumughan |

| 5 de setembro de 2019 | Tadjiquistão     | 1 – 0     | Quirguistão | Estádio Pamir, Duchambé                      |
| 19:00 (UTC+5)         | A. Dzhalilov 41' | Relatório |             | Público: 18 700 Árbitro: JOR Adham Makhadmeh |

| 10 de setembro de 2019 | Mongólia | 0 – 1     | Tadjiquistão | MFF Football Centre, Ulã Bator           |
| 17:00 (UTC+8)          |          | Relatório | Ergashev 81' | Público: 3 455 Árbitro: SYR Hanna Hattab |

| 10 de setembro de 2019 | Myanmar | 0 – 2     | Japão                       | Estádio Thuwunna, Rangum                   |
| 18:50 (UTC+6:30)       |         | Relatório | Nakajima 16' · Minamino 26' | Público: 25 500 Árbitro: JOR Ahmad Ibrahim |

| 10 de outubro de 2019 | Japão                                                                         | 6 – 0     | Mongólia | Estádio Saitama 2002, Saitama                |
| 19:35 (UTC+9)         | Minamino 22' · Yoshida 29' · Nagatomo 33' · Nagai 40' · Endo 57' · Kamada 82' | Relatório |          | Público: 43 122 Árbitro: KOR Chae Sang-hyeop |

| 10 de outubro de 2019 | Quirguistão                                                                  | 7 – 0     | Myanmar | Estádio Dolen Omurzakov, Bisqueque               |
| 20:30 (UTC+6)         | Bernhardt 5', 10', 87' (pen) · Shukurov 20', 71' · Alykulov 26' · Kichin 45' | Relatório |         | Público: 13 000 Árbitro: UAE Omar Mohamed Al-Ali |

| 15 de outubro de 2019 | Mongólia            | 1 – 2     | Quirguistão                | MFF Football Centre, Ulã Bator           |
| 16:00 (UTC+8)         | Tsedenbal 57' (pen) | Relatório | Alykulov 13' · Murzaev 42' | Público: 2 182 Árbitro: LBN Hussein Abou |

| 15 de outubro de 2019 | Tadjiquistão | 0 – 3     | Japão                         | Estádio Pamir, Duchambé                  |
| 17:15 (UTC+5)         |              | Relatório | Minamino 53', 55' · Asano 82' | Público: 19 100 Árbitro: IRQ Zaid Thamer |

| 14 de novembro de 2019 | Myanmar                                                        | 4 – 3     | Tadjiquistão                             | Estádio Mandalarthiri, Mandalai               |
| 17:00 (UTC+6:30)       | Suan Lam Mang 10', 41' · Sithu Aung 48' · Maung Maung Lwin 63' | Relatório | M. Dzhalilov 36' (pen), 76' · Vasiev 57' | Público: 7 365 Árbitro: SYR Masoud Tufayelieh |

| 14 de novembro de 2019 | Quirguistão | 0 – 2     | Japão                              | Estádio Dolen Omurzakov, Bisqueque             |
| 17:18 (UTC+6)          |             | Relatório | Minamino 41' (pen) · Haraguchi 54' | Público: 17 543 Árbitro: KSA Mohammed Al-Hoish |

| 19 de novembro de 2019 | Myanmar          | 1 – 0     | Mongólia | Estádio Mandalarthiri, Mandalai               |
| 17:00 (UTC+6:30)       | Hlaing Bo Bo 17' | Relatório |          | Público: 17 468 Árbitro: MAS Nazmi Nasaruddin |

| 19 de novembro de 2019 | Quirguistão  | 1 – 1     | Tadjiquistão | Estádio Dolen Omurzakov, Bisqueque                 |
| 20:00 (UTC+6)          | Kozubaev 83' | Relatório | Ergashev 17' | Público: 15 873 Árbitro: QAT Abdulrahman Al-Jassim |

| 25 de março de 2021 | Tadjiquistão                                     | 3 – 0     | Mongólia | Estádio Pamir, Duchambé               |
| 18:00 (UTC+5)       | M. Dzhalilov 4' · A. Dzhalilov 50' · Samiyev 87' | Relatório |          | Público: 9 300 Árbitro: IRQ Ali Sabah |

| 30 de março de 2021 | Mongólia | 0 – 14    | Japão | Fukuda Denshi Arena, Chiba (Japão)          |
| 19:30 (UTC+9)       |          | Relatório | Minamino 13' · Osako 23', 55', 90+2' · Kamada 26' · Morita 33' · Tuya 39' (g.c.) · Inagaki 68', 90+3' · Ito 73', 79' · Furuhashi 78', 87' · Asano 90+1' | Público: 0 Árbitro: UAE Omar Mohamed Al-Ali |

| 28 de maio de 2021 | Japão                                                                                            | 10 – 0    | Myanmar | Fukuda Denshi Arena, Chiba           |
| 19:20 (UTC+9)      | Minamino 8', 66' · Osako 22', 30' (pen), 36', 49', 88' · Morita 57' · Kamada 84' · Itakura 90+1' | Relatório |         | Público: 0 Árbitro: IRN Hasan Akrami |

| 7 de junho de 2021 | Quirguistão | 0 – 1     | Mongólia      | Estádio Nagai, Osaka (Japão)         |
| 16:00 (UTC+9)      |             | Relatório | Mijiddorj 34' | Público: 0 Árbitro: TPE Yu Ming-hsun |

| 7 de junho de 2021 | Japão                                                    | 4 – 1     | Tadjiquistão | Panasonic Stadium Suita, Suita                |
| 19:30 (UTC+9)      | Furuhashi 6' · Minamino 40' · Hashimoto 51' · Kawabe 71' | Relatório | Panshanbe 9' | Público: 0 Árbitro: QAT Abdulrahman Al-Jassim |

| 11 de junho de 2021 | Myanmar          | 1 – 8     | Quirguistão                                                                                          | Estádio Nagai, Osaka (Japão) |
| 16:00 (UTC+9)       | Hlaing Bo Bo 69' | Relatório | Rustamov 22' · Alykulov 29' · Musabekov 34' · Shukurov 45' · Murzaev 45+2', 61', 78' · Bokoleyev 63' | Árbitro: LBN Hussein Abou    |

| 15 de junho de 2021 | Japão                                               | 5 – 1     | Quirguistão         | Panasonic Stadium Suita, Suita          |
| 19:25 (UTC+9)       | Onaiwu 27' (pen), 31', 33' · Sasaki 72' · Asano 77' | Relatório | Murzaev 45+2' (pen) | Público: 0 Árbitro: OMA Omar Al-Yaqoubi |

| 15 de junho de 2021 | Tadjiquistão                                           | 4 – 0     | Myanmar | Estádio Nagai, Osaka (Japão)                |
| 19:25 (UTC+9)       | Tursunov 34' · Dzhalilov 53' · Boboev 78' · Samiev 87' | Relatório |         | Público: 0 Árbitro: UAE Omar Mohamed Al-Ali |

### Grupo G
| Pos | Equipe                 | Pts | J | V | E | D | GP | GC | SG  | Classificado                                          |  | UAE | VIE | MAS | THA | IDN |
| --- | ---------------------- | --- | - | - | - | - | -- | -- | --- | ----------------------------------------------------- |  | --- | --- | --- | --- | --- |
| 1   | Emirados Árabes Unidos | 18  | 8 | 6 | 0 | 2 | 23 | 7  | +16 | Terceira fase e a Copa da Ásia                        |  | —   | 3–2 | 4–0 | 3–1 | 5–0 |
| 2   | Vietnã                 | 17  | 8 | 5 | 2 | 1 | 13 | 5  | +8  | Terceira fase e a Copa da Ásia                        |  | 1–0 | —   | 1–0 | 0–0 | 4–0 |
| 3   | Malásia                | 12  | 8 | 4 | 0 | 4 | 10 | 12 | −2  | Terceira rodada das eliminatórias para a Copa da Ásia |  | 1–2 | 1–2 | —   | 2–1 | 2–0 |
| 4   | Tailândia              | 9   | 8 | 2 | 3 | 3 | 9  | 9  | 0   | Terceira rodada das eliminatórias para a Copa da Ásia |  | 2–1 | 0–0 | 0–1 | —   | 2–2 |
| 5   | Indonésia              | 1   | 8 | 0 | 1 | 7 | 5  | 27 | −22 | Play-off das eliminatórias para a Copa da Ásia        |  | 0–5 | 1–3 | 2–3 | 0–3 | —   |

| 5 de setembro de 2019 | Tailândia | 0 – 0     | Vietnã | Estádio Thammasat, Pathum Thani            |
| 19:00 (UTC+7)         |           | Relatório |        | Público: 19 011 Árbitro: QAT Saoud Al-Adba |

| 5 de setembro de 2019 | Indonésia     | 2 – 3     | Malásia                         | Estádio Gelora Bung Karno, Jacarta        |
| 19:30 (UTC+7)         | Beto 11', 38' | Relatório | Sumareh 36', 90+6' · Syafiq 65' | Público: 54 659 Árbitro: KOR Ko Hyung-jin |

| 10 de setembro de 2019 | Indonésia | 0 – 3     | Tailândia                                | Estádio Gelora Bung Karno, Jacarta   |
| 19:30 (UTC+7)          |           | Relatório | Supachok 55', 71' · Theerathon 63' (pen) | Público: 11 600 Árbitro: CHN Ma Ning |

| 10 de setembro de 2019 | Malásia   | 1 – 2     | Emirados Árabes Unidos | Estádio Nacional Bukit Jalil, Kuala Lumpur   |
| 20:45 (UTC+8)          | Syafiq 1' | Relatório | Mabkhout 43', 75'      | Público: 43 200 Árbitro: JPN Hiroyuki Kimura |

| 10 de outubro de 2019 | Vietnã               | 1 – 0     | Malásia | Estádio Nacional Mỹ Đình, Hanói                |
| 20:00 (UTC+7)         | Nguyễn Quang Hải 40' | Relatório |         | Público: 38 256 Árbitro: IRN Mooud Bonyadifard |

| 10 de outubro de 2019 | Emirados Árabes Unidos                                   | 5 – 0     | Indonésia | Estádio Al Maktoum, Dubai                   |
| 20:00 (UTC+4)         | Ibrahim 40' · Mabkhout 51', 63' (pen), 72' · Ahmed 90+3' | Relatório |           | Público: 6 768 Árbitro: JOR Adham Makhadmeh |

| 15 de outubro de 2019 | Indonésia   | 1 – 3     | Vietnã                                                          | Estádio Kapten I Wayan Dipta, Gianyar        |
| 19:30 (UTC+7)         | Bachdim 84' | Relatório | Đỗ Duy Mạnh 26' · Quế Ngọc Hải 55' (pen) · Nguyễn Tiến Linh 61' | Público: 8 237 Árbitro: KSA Turki Al-Khudair |

| 15 de outubro de 2019 | Tailândia                 | 2 – 1     | Emirados Árabes Unidos | Estádio Thammasat, Rangsit                          |
| 19:00 (UTC+7)         | Teerasil 26' · Ekanit 51' | Relatório | Mabkhout 45+2'         | Público: 16 057 Árbitro: SRI Hettikamkanamge Perera |

| 14 de novembro de 2019 | Malásia               | 2 – 1     | Tailândia    | Estádio Nacional Bukit Jalil, Kuala Lumpur |
| 20:45 (UTC+8)          | Gan 26' · Sumareh 57' | Relatório | Chanathip 7' | Público: 39 363 Árbitro: IRQ Ali Sabah     |

| 14 de novembro de 2019 | Vietnã               | 1 – 0     | Emirados Árabes Unidos | Estádio Nacional Mỹ Đình, Hanói          |
| 20:00 (UTC+7)          | Nguyễn Tiến Linh 44' | Relatório |                        | Público: 37 879 Árbitro: JPN Jumpei Iida |

| 19 de novembro de 2019 | Malásia         | 2 – 0     | Indonésia | Estádio Nacional Bukit Jalil, Kuala Lumpur   |
| 20:45 (UTC+8)          | Safawi 30', 73' | Relatório |           | Público: 75 044 Árbitro: IRN Alireza Faghani |

| 19 de novembro de 2019 | Vietnã | 0 – 0     | Tailândia | Estádio Nacional Mỹ Đình, Hanói           |
| 20:00 (UTC+7)          |        | Relatório |           | Público: 40 000 Árbitro: OMA Ahmed Al-Kaf |

| 3 de junho de 2021 | Tailândia                 | 2 – 2     | Indonésia             | Estádio Al-Maktoum, Dubai (Emirados Árabes Unidos) |
| 20:45 (UTC+4)      | Narubadin 5' · Adisak 50' | Relatório | Agung 39' · Dimas 60' | Público: 0 Árbitro: BHR Ammar Mahfoodh             |

| 3 de junho de 2021 | Emirados Árabes Unidos                      | 4 – 0     | Malásia | Estádio Zabeel, Dubai                    |
| 20:45 (UTC+4)      | Mabkhout 18', 90+1' · Fábio Lima 83', 90+2' | Relatório |         | Público: 1 127 Árbitro: KOR Kim Dae-yong |

| 7 de junho de 2021 | Emirados Árabes Unidos                  | 3 – 1     | Tailândia    | Estádio Zabeel, Dubai                |
| 20:45 (UTC+4)      | Caio 14' · Fábio Lima 33' · Jumaa 90+4' | Relatório | Suphanat 54' | Público: 900 Árbitro: JPN Ryuji Sato |

| 7 de junho de 2021 | Vietnã                                                                                  | 4 – 0     | Indonésia | Estádio Al-Maktoum, Dubai (Emirados Árabes Unidos) |
| 20:45 (UTC+4)      | Nguyễn Tiến Linh 51' · Nguyễn Quang Hải 62' · Nguyễn Công Phượng 67' · Vũ Văn Thanh 74' | Relatório |           | Público: 225 Árbitro: KUW Ahmad Al-Ali             |

| 11 de junho de 2021 | Indonésia | 0 – 5     | Emirados Árabes Unidos                                        | Estádio Zabeel, Dubai (Emirados Árabes Unidos) |
| 20:45 (UTC+4)       |           | Relatório | Mabkhout 22', 49' (pen) · Fábio Lima 28', 55' · Tagliabúe 86' | Público: 963 Árbitro: KSA Mohammed Al-Hoish    |

| 11 de junho de 2021 | Malásia             | 1 – 2     | Vietnã                                        | Estádio Al-Maktoum, Dubai (Emirados Árabes Unidos) |
| 20:45 (UTC+4)       | Guilherme 72' (pen) | Relatório | Nguyễn Tiến Linh 27' · Quế Ngọc Hải 82' (pen) | Público: 335 Árbitro: JPN Ryuji Sato               |

| 15 de junho de 2021 | Tailândia | 0 – 1     | Malásia          | Estádio Al-Maktoum, Dubai (Emirados Árabes Unidos) |
| 20:45 (UTC+4)       |           | Relatório | Safawi 52' (pen) | Público: 142 Árbitro: KSA Mohammed Al-Hoish        |

| 15 de junho de 2021 | Emirados Árabes Unidos                         | 3 – 2     | Vietnã                                       | Estádio Zabeel, Dubai                 |
| 20:45 (UTC+4)       | Salmeen 32' · Mabkhout 40' (pen) · Khamees 50' | Relatório | Nguyễn Tiến Linh 85' · Trần Minh Vương 90+3' | Público: 1 355 Árbitro: IRQ Ali Sabah |

### Grupo H
| Pos | Equipe          | Pts | J | V | E | D | GP | GC | SG  | Classificado                                          |  | KOR | LBN | TKM   | SRI   | PRK   |
| --- | --------------- | --- | - | - | - | - | -- | -- | --- | ----------------------------------------------------- |  | --- | --- | ----- | ----- | ----- |
| 1   | Coreia do Sul   | 16  | 6 | 5 | 1 | 0 | 22 | 1  | +21 | Terceira fase e a Copa da Ásia                        |  | —   | 2–1 | 5–0   | 8–0   | Canc. |
| 2   | Líbano          | 10  | 6 | 3 | 1 | 2 | 11 | 8  | +3  | Terceira fase e a Copa da Ásia                        |  | 0–0 | —   | 2–1   | 3–2   | 0–0   |
| 3   | Turcomenistão   | 9   | 6 | 3 | 0 | 3 | 8  | 11 | −3  | Terceira rodada das eliminatórias para a Copa da Ásia |  | 0–2 | 3–2 | —     | 2–0   | 3–1   |
| 4   | Sri Lanka       | 0   | 6 | 0 | 0 | 6 | 2  | 23 | −21 | Terceira rodada das eliminatórias para a Copa da Ásia |  | 0–5 | 0–3 | 0–2   | —     | 0–1   |
| 5   | Coreia do Norte | 0   | 0 | 0 | 0 | 0 | 0  | 0  | 0   | Retirou-se                                            |  | 0–0 | 2–0 | Canc. | Canc. | —     |

| 5 de setembro de 2019 | Coreia do Norte      | Anulado (2 – 0) | Líbano | Estádio Kim Il-Sung, Pyongyang               |
| 17:30 (UTC+9)         | Jong Il-gwan 7', 56' | Relatório       |        | Público: 40 000 Árbitro: UZB Sherzod Kasimov |

| 5 de setembro de 2019 | Sri Lanka | 0 – 2     | Turcomenistão               | Colombo Racecourse, Colombo                   |
| 19:30 (UTC+5:30)      |           | Relatório | Orazsähedow 8' · Amanow 53' | Público: 1 120 Árbitro: KSA Mohammed Al-Hoish |

| 10 de setembro de 2019 | Turcomenistão | 0 – 2     | Coreia do Sul                       | Estádio Köpetdag, Asgabate                    |
| 19:00 (UTC+5)          |               | Relatório | Na Sang-ho 13' · Jung Woo-young 82' | Público: 26 000 Árbitro: UAE Ammar Al-Jeneibi |

| 10 de setembro de 2019 | Sri Lanka | Anulado (0 – 1) | Coreia do Norte   | Colombo Racecourse, Colombo                 |
| 19:30 (UTC+5:30)       |           | Relatório       | Jang Kuk-chol 67' | Público: 1 258 Árbitro: KGZ Timur Faizullin |

| 10 de outubro de 2019 | Coreia do Sul                                                                                                | 8 – 0     | Sri Lanka | Estádio Hwaseong, Hwaseong                |
| 20:00 (UTC+9)         | Son Heung-min 10', 45+5' (pen) · Kim Shin-wook 17', 30', 54', 64' · Hwang Hee-chan 20' · Kwon Chang-hoon 76' | Relatório |           | Público: 23 255 Árbitro: IRN Hasan Akrami |

| 10 de outubro de 2019 | Líbano                  | 2 – 1     | Turcomenistão    | Estádio Cidade Esportiva Camille Chamoun, Beirute |
| 19:00 (UTC+3)         | El-Helwe 5' · Matar 64' | Relatório | Annadurdyýew 62' | Público: 5 000 Árbitro: JPN Takuto Okabe          |

| 15 de outubro de 2019 | Coreia do Norte | Anulado (0 – 0) | Coreia do Sul | Estádio Kim Il-Sung, Pyongyang                  |
| 17:30 (UTC+9)         |                 | Relatório       |               | Público: 100 Árbitro: QAT Abdulrahman Al-Jassim |

| 15 de outubro de 2019 | Sri Lanka | 0 – 3     | Líbano                                      | Colombo Racecourse, Colombo                |
| 19:30 (UTC+5:30)      |           | Relatório | Maatouk 15' (pen) · El-Helwe 38' (pen), 81' | Público: 1 052 Árbitro: BHR Ammar Mahfoodh |

| 14 de novembro de 2019 | Turcomenistão                            | Anulado (3 – 1) | Coreia do Norte      | Estádio Köpetdag, Asgabate                    |
| 16:00 (UTC+5)          | Titow 23' · Amanow 73' · Orazsähedow 88' | Relatório       | Han Kwang-song 90+3' | Público: 26 500 Árbitro: THA Sivakorn Pu-udom |

| 14 de novembro de 2019 | Líbano | 0 – 0     | Coreia do Sul | Estádio Cidade Esportiva Camille Chamoun, Beirute |
| 15:00 (UTC+2)          |        | Relatório |               | Público: 170 Árbitro: IRQ Mohanad Qasim           |

| 19 de novembro de 2019 | Turcomenistão                  | 2 – 0     | Sri Lanka | Estádio Köpetdag, Asgabate                 |
| 16:00 (UTC+5)          | Bäşimow 44' · Annadurdyýew 59' | Relatório |           | Público: 26 304 Árbitro: QAT Saoud Al-Adba |

| 19 de novembro de 2019 | Líbano | Anulado (0 – 0) | Coreia do Norte | Estádio Cidade Esportiva Camille Chamoun, Beirute |
| 19:00 (UTC+2)          |        | Relatório       |                 | Público: 0 Árbitro: OMA Yaqoob Abdul Baki         |

| 3 de junho de 2021 | Coreia do Norte | Cancelado | Sri Lanka | Estádio Goyang, Goyang (Coreia do Sul) |
| 15:00 (UTC+9)      |                 |           |           |                                        |

| 5 de junho de 2021 | Líbano                  | 3 – 2     | Sri Lanka             | Estádio Goyang, Goyang (Coreia do Sul) |
| 15:00 (UTC+9)      | Oumari 11', 44' · Kdouh | Relatório | Razeek 10', 61' (pen) | Público: 40 Árbitro: JOR Ahmad Ibrahim |

| 5 de junho de 2021 | Coreia do Sul                                                                      | 5 – 0     | Turcomenistão | Estádio Goyang, Goyang                        |
| 20:00 (UTC+9)      | Hwang Ui-jo 9', 72' · Nam Tae-hee 45+2' · Kim Young-gwon 56' · Kwon Chang-hoon 62' | Relatório |               | Público: 4 057 Árbitro: KSA Turki Al-Khudhayr |

| 7 de junho de 2021 | Coreia do Sul | Cancelado | Coreia do Norte | Estádio Goyang, Goyang |
| 20:00 (UTC+9)      |               |           |                 |                        |

| 9 de junho de 2021 | Turcomenistão                                        | 3 – 2     | Líbano               | Estádio Goyang, Goyang (Coreia do Sul) |
| 15:00 (UTC+9)      | Babajanov 59' · Annagulyýew 85' · Annadurdyýew 90+1' | Relatório | Ataya 73' · Saad 75' | Público: 52 Árbitro: SYR Hanna Hattab  |

| 9 de junho de 2021 | Sri Lanka | 0 – 5     | Coreia do Sul                                                                               | Estádio Goyang, Goyang (Coreia do Sul)  |
| 20:00 (UTC+9)      |           | Relatório | Kim Shin-wook 14', 42' (pen) · Lee Dong-gyeong 22' · Hwang Hee-chan 52' · Jung Sang-bin 76' | Público: 4 008 Árbitro: CHN Shen Yinhao |

| 13 de junho de 2021 | Coreia do Sul                              | 2 – 1     | Líbano   | Estádio Goyang, Goyang                      |
| 15:00 (UTC+9)       | Song Min-kyu 50' · Son Heung-min 65' (pen) | Relatório | Saad 12' | Público: 4 061 Árbitro: QAT Khamis Al-Marri |

| 15 de junho de 2021 | Coreia do Norte | Cancelado | Turcomenistão | Estádio Goyang, Goyang (Coreia do Sul) |
| 15:00 (UTC+9)       |                 |           |               |                                        |

## Melhores segundo colocados
O Grupo H contém apenas quatro times em comparação com cinco times em todos os outros grupos depois que a Coréia do Norte se retirou da competição. Portanto, os resultados contra as equipes que estão na quinta colocação não foram contados para determinar a classificação das equipes segundo colocadas.
| Pos | Grp | Equipe       | Pts | J | V | E | D | GP | GC | SG  | Classificado                                                   |
| --- | --- | ------------ | --- | - | - | - | - | -- | -- | --- | -------------------------------------------------------------- |
| 1   | A   | China        | 13  | 6 | 4 | 1 | 1 | 16 | 3  | +13 | Classificada à 3ª rodada das eliminatórias para a Copa da Ásia |
| 2   | E   | Omã          | 12  | 6 | 4 | 0 | 2 | 9  | 5  | +4  | classificadas à terceira fase e a Copa da Ásia                 |
| 3   | C   | Iraque       | 11  | 6 | 3 | 2 | 1 | 6  | 3  | +3  | classificadas à terceira fase e a Copa da Ásia                 |
| 4   | G   | Vietnã       | 11  | 6 | 3 | 2 | 1 | 6  | 4  | +2  | classificadas à terceira fase e a Copa da Ásia                 |
| 5   | H   | Líbano       | 10  | 6 | 3 | 1 | 2 | 11 | 8  | +3  | classificadas à terceira fase e a Copa da Ásia                 |
| 6   | F   | Tadjiquistão | 10  | 6 | 3 | 1 | 2 | 7  | 8  | −1  | Classificada ao play-off das eliminatórias para a Copa da Ásia |
| 7   | D   | Uzbequistão  | 9   | 6 | 3 | 0 | 3 | 12 | 9  | +3  | Classificada ao play-off das eliminatórias para a Copa da Ásia |
| 8   | B   | Kuwait       | 8   | 6 | 2 | 2 | 2 | 8  | 6  | +2  | Classificada ao play-off das eliminatórias para a Copa da Ásia |

1. ↑  A China já se classificou para a Copa da Ásia como país-sede. Eles retiraram a hospedagem em maio de 2022.

## Melhores quinto colocados
O Grupo H contém apenas quatro times em comparação com cinco times em todos os outros grupos depois que a Coréia do Norte se retirou da competição. Portanto, foi tomada a classificação dos quinto colocados dos outros grupos.
| Pos | Grp | Equipe       | Pts | J | V | E | D | GP | GC | SG  | Classificado                              |
| --- | --- | ------------ | --- | - | - | - | - | -- | -- | --- | ----------------------------------------- |
| 1   | F   | Myanmar      | 6   | 8 | 2 | 0 | 6 | 6  | 35 | −29 | Terceira eliminatória da Taça da Ásia     |
| 2   | D   | Iêmen        | 5   | 8 | 1 | 2 | 5 | 6  | 18 | −12 | Terceira eliminatória da Taça da Ásia     |
| 3   | E   | Bangladesh   | 2   | 8 | 0 | 2 | 6 | 3  | 19 | −16 | Terceira eliminatória da Taça da Ásia     |
| 4   | G   | Indonésia    | 1   | 8 | 0 | 1 | 7 | 5  | 27 | −22 | Ronda de qualificação para a Taça da Ásia |
| 5   | C   | Camboja      | 1   | 8 | 0 | 1 | 7 | 2  | 44 | −42 | Ronda de qualificação para a Taça da Ásia |
| 6   | B   | Taipé Chinês | 0   | 8 | 0 | 0 | 8 | 4  | 34 | −30 | Ronda de qualificação para a Taça da Ásia |
| 7   | A   | Guam         | 0   | 8 | 0 | 0 | 8 | 2  | 32 | −30 | Ronda de qualificação para a Taça da Ásia |